# Caterina Tomás
Caterina Tomás (Valldemossa, 1º maggio 1531 – Palma di Maiorca, 5 aprile 1574) è stata una religiosa spagnola, canonichessa lateranense, proclamata santa il 22 giugno 1930 da papa Pio XI.
Nata sull'isola di Maiorca (nelle vicinanze di Valldemossa) da una famiglia di modeste condizioni, all'età di vent'anni abbracciò la vita religiosa nel monastero delle canonichesse lateranensi di Palma. Si distinse per le doti mistiche.
Popolarmente chiamata "Rina" al calendario gregoriano è passata come "Santa Rina".
La sua memoria liturgica ricorre il 5 aprile.